# Tammerfors universitet

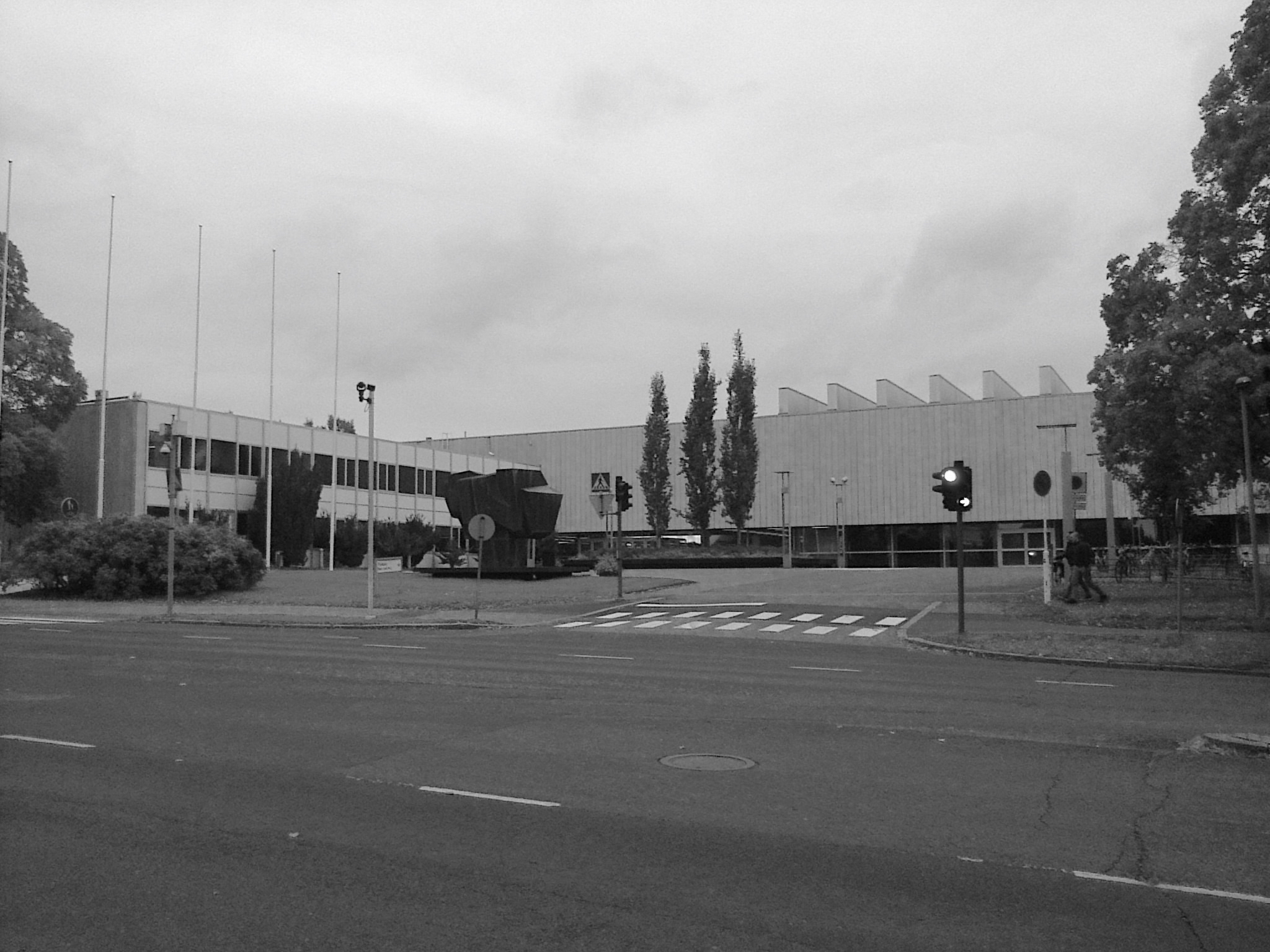
Huvudbyggnaden i Tammerfors universitetets centrumkampus.

Tammerfors universitet (finska: Tampereen yliopisto (TAU eller TUNI)) är ett universitet i Tammerfors. Det grundades år 2019, när det gamla Tammerfors universitet och Tammerfors tekniska universitet slogs ihop. Från början var Mari Walls rektor på universitetet. Universitetet har omkring 20 000 studenter och 5 000 anställda. Universitetet utbildar diplomingenjörer, arkitekter, magistrar och doktorer och är ett av tre universitet i Finland som utbildar arkitekter.

## Historia
Tammerfors universitets rötter finns i den folkhögskola som grundades i Berghäll i Helsingfors (1925), som 1930 började verka under namnet Samhälleliga högskolan. År 1956 överenskom högskolan och Tammerfors stad om en flytt till Tammerfors. 1960 färdigställdes huvudbyggnaden i Kaleva och institutionen fick namnet Tammerfors universitet 1966. Universitetet stadfästes 1974.
Tammerfors tekniska universitets verksamhet började 1965 som en sidoavdelning till Tekniska högskolan i Helsingfors. Universitetet blev självständigt 1972 efter riksdagens beslut och fick namnet Tammerfors tekniska högskola (finska:Tampereen teknillinen korkeakoulu (TTKK)). I början skedde utbildningen i Tammerfors centrum, men 1973 började man flytta delar av universitetet till den nygrundade stadsdelen Hervanta. Från och med 1990 har universitetet legat enbart i Hervanta då avdelningen för arkitektur flyttades som den sista avdelningen till Hervanta. År 2002 bytte universitetet sitt namn till Tammerfors tekniska universitet.
En ihopslagning av de två universiteten i Tammerfors föreslogs 2014. I början av 2019 gick Tammerfors universitet och Tammerfors tekniska universitet tillsammans och bildade det nya Tammerfors universitet.

### Rektorer
- 2019–, Mari Walls, professor

## Organisation
Organisatoriskt är Tammerfors universitet indelat i sju fakulteter och några enstaka självständiga institutioner.

### Fakulteter
Fakulteter vid Tammerfors tekniska universitet är:
- Fakultet för bebyggd miljö (BEN)
- Fakultet för informationsteknik och kommunikation (ITC)
- Fakultet för ledning och ekonomi (MAB)
- Fakultet för medicin och hälsoteknik (MET)
- Fakultet för teknik och naturvetenskap (ENS)
- Fakultet för samhällsvetenskap (SOC)
- Fakultet för utbildning och kultur (EDU)

### Självständiga institutioner
- Biblioteket
- Björneborgs avdelning
- Seinäjoki avdelning
- Tammerfors yrkeshögskola (87 % ägande)